# USM El Harrach
Der USM El Harrach (Union Sportive de la Médina d’El Harrach; arabisch الاتحاد الرياضي لمدينة الحراش, DMG al-Ittiḥād ar-Riyāḍī li-Madīnat al-Ḥarrāš) ist ein algerischer Fußballverein aus El Harrach. Er trägt seine Heimspiele im Stadion 1. November 1954 aus.
Der Verein wurde 1934 gegründet und spielt die meiste Zeit in der ersten oder zweiten Spielklasse des Landes. Die größten Erfolge waren 1998 der Gewinn der nationalen Meisterschaft sowie 1974 und 1987 der Sieg im algerischen Pokal. 1985 wurde außerdem das Finale des Arab Club Champions Cup erreicht. Durch die Erfolge konnte sich der Verein mehrmals für die afrikanischen Wettbewerbe qualifizieren, wobei das Erreichen des Viertelfinales 1993 den größten Erfolg darstellte.

## Erfolge
- Algerische Meisterschaft
  - Meister: 1998
  - Vizemeister: 1984, 1992, 2013
- Algerischer Fußballpokal
  - Sieger: 1974, 1987
  - Finalist: 2011
- Arab Club Champions Cup
  - Zweitplatzierter: 1985

## Statistik in den CAF-Wettbewerben
| Wettbewerb                    | Runde         | Gegner                   | Hinspiel | Rückspiel         |  |
| ----------------------------- | ------------- | ------------------------ | -------- | ----------------- |  |
|                               |               |                          |          |                   |  |
| African Cup Winners’ Cup 1988 | 1. Runde      | Club Athlétique Bizertin | 1:0 (A)  | 0:1 (H) 5:6 n. E. |  |
| CAF Cup 1993                  | 1. Runde      | ASC Jeanne d’Arc         | 0:0 (A)  | 6:1 (H)           |  |
|                               | 2. Runde      | Hearts of Oak SC         | 2:3 (A)  | 3:2 (H) 6:5 n. E. |  |
|                               | Viertelfinale | Simba SC                 | 0:3 (A)  | 2:0 (H)           |  |
| CAF Champions League 1999     | 1. Runde      | USFA Ouagadougou         | 0:2 (A)  | 6:0 (H)           |  |
|                               | 2. Runde      | ASEC Abidjan             | 0:4 (A)  | 2:1 (H)           |  |